# Leucorchis friwaldskiana
Leucorchis friwaldskiana là một loài thực vật có hoa trong họ Lan. Loài này được (Hampe) Fuss mô tả khoa học đầu tiên năm 1866.